# Landing Craft, Mechanized

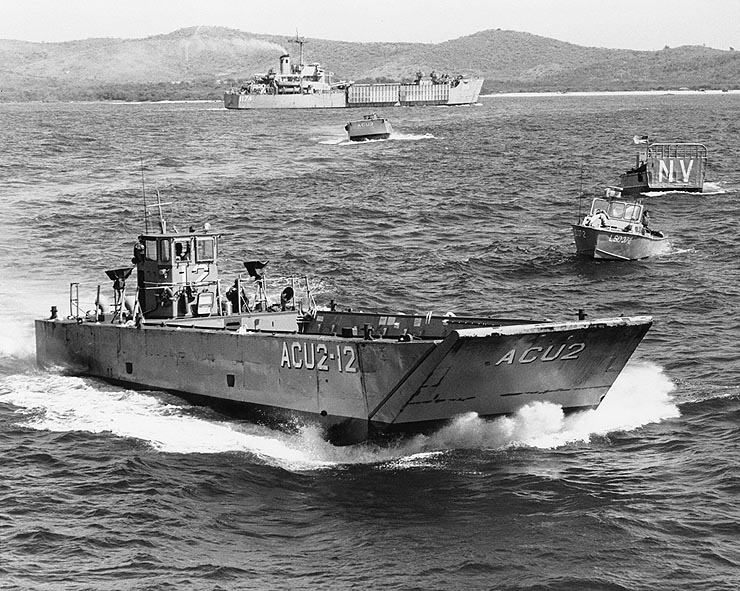
Un LCM-8 statunitense

I Landing Craft, Mechanized (LCM) sono stati i più diffusi mezzi da sbarco dell'intera storia, non soltanto della seconda guerra mondiale. Erano goffi 'scatoloni' metallici, con motore diesel e rampa di carico anteriore. Potevano trasportare squadre di fanteria o un carro medio. L'acronimo LCM nasce per il primo modello britannico e venne usato anche come simbolo di classificazione di scafo (hull classification symbol) della US Navy.
Dopo i primi modelli, LCM (modello 1) costruito in Gran Bretagna e il suo omologo LCM (modello 2) costruito negli USA, il modello LCM(3) venne riprogettato per una capacità doppia rispetto ai primi, prodotto per i Marines USA in 8600 esemplari. Dopo di che arrivarono in produzione LCM(modello 4) e LCM(modello 6) in 2700 esemplari, mentre il modello LCM(5) risultò invece un fallimento. Il modello LMC(7) era invece l'ultimo della serie, costruito dalla Gran Bretagna con dimensioni aumentate.
Infine il modello LCM-8 fu realizzato a partire dal 1959.

## Versioni

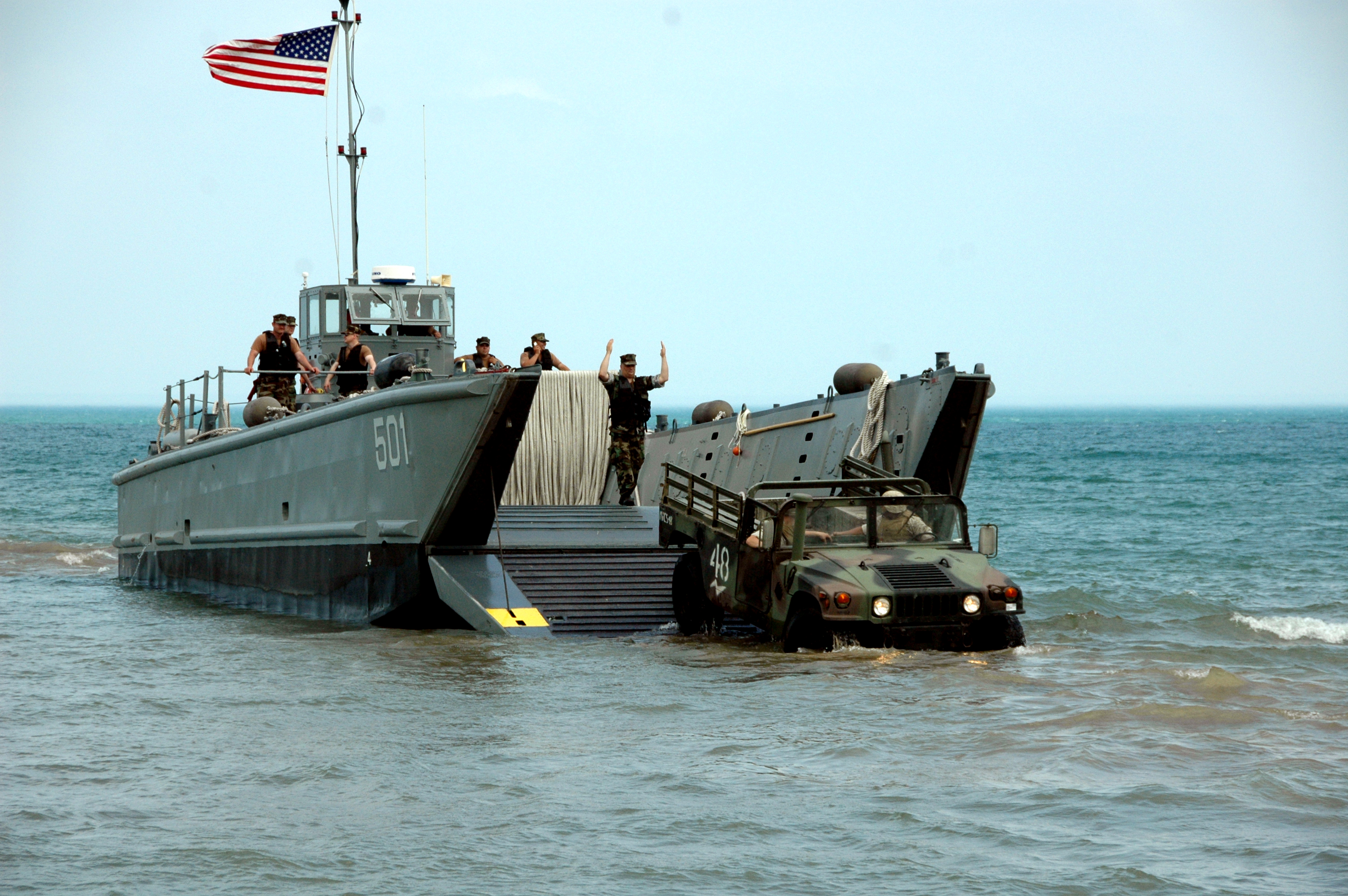
LCM della US Navy

### LCM (1)
Il Landing Craft Mechanical Mark I fu il primo modello britannico, testato nel 1920 e utilizzato a partire dal 1924 in esercitazioni.
I Landing Craft Mechanical Mark I, costruiti in 600 esemplari, furono utilizzati durante la Campagna Norvegese e nel Raid su Dieppe.
- Dislocamento: 35 tonnellate
- Lunghezza: 13,6 metri
- Larghezza: 4,27 metri
- Pescaggio: 1,22 metri
- Propulsione: 2 motori Chrysler da 100CV
- Velocità: 7 Nodi
- Equipaggio: 6 uomini
- Armamento: 2 mitragliatrici leggere Lewis
- capacità: 
  - 100 uomini[2]
  - 54,500 libbre con 9 Pollici di bordo libero[3]

### LCM (2)
- Dislocamento: 29 tonnellate
- Lunghezza: 14 metri
- Larghezza: 4,3 metri
- Pescaggio: 4 metri
- Velocità: 8,5 Nodi
- Armamento: 2 mitragliatrici pesanti Browning M2
- Equipaggio: 6 uomini
- capacità: 100 uomini o 1 carro armato da 13,5 tonnellate o 15 tonnellate di materiali se usato come mototrasporto/cargo

Furono circa 150 gli esemplari costruiti.

### LCM (3)
Sono stati due i tipi costruiti:
- BUREAU

Capacità di trasporto 54 tonnellate di carico.
- Higgins

In apparenza molto simili agli LCVP con il vano di carico largo 3 metri e una leggera corazzatura poppiera sopra il locale motore, erano capaci di trasportare un singolo carro armato da 30 tonnellate come uno M4 Sherman), 60 uomini, 27 tonnellate di carico. Un LCM-3 è preservato come museo a Fall River nel Massachusetts.

### LCM (4)
modello britannico di LCM

### LCM (5)
modello britannico di LCM

### LCM (6)
Gli LCM (6) erano degli LCM (3) allungati di 1,8 metri a metà imbarcazione. 
- Propulsione: 2 motori diesel Detroit 6-71 da 348 hp con doppia elica o 2 motori diesel Detroit 8V-71 da 460 hp con doppia elica.
- Dislocamento: 64 tonnellate
- Lunghezza: 17,1 metri
- Larghezza: 4,3 metri
- Velocità: 9 Nodi
- Autonomia: 130 miglia a 9 nodi
- Equipaggio: 5 uomini
- capacità: 80 uomini, o 34 tonnellate da carico.

### LCM (7)
modello britannico di LCM

### LCM (8)
Gli LCM-8 ("Mike Boat") sono delle imbarcazioni utilizzate dalla US Navy nel corso della guerra del Vietnam. Attualmente vengono utilizzati per organizzazioni sia governative che private in tutto il mondo. Possono trasportare 200 uomini o un carico di 54,5 tonnellate o un carro armato medio M48 o M60 Patton.
I primi esemplari sono entrati in servizio nel 1959. Esiste una versione modificata, per trasporto di Lanciafiamme, denominata Zippo. Oltre che nel Vietnam queste imbarcazioni sono stati utilizzate nell'invasione statunitense di Panama, nelle operazioni Desert Shield e Desert Storm, nella missione UNITAF in Somalia, nella missione UNMIH ad Haiti.
L'Australia dispone di una versione modificata di queste imbarcazioni, che hanno preso parte alla invasione dell'Iraq e in missioni di Peacekeeping nella Regione autonoma di Bougainville e nelle Isole Salomone.

## Altre unità simili
- Landing Craft Tank (più grande)
- Landing Craft, Vehicle, Personnel (più piccolo)
- Landing Craft Assault (più piccolo)
- Motor Landing Craft (MLC, predecessore del LCM-1)
- LCM 25 (versione giapponese)
- LCM2000 (versione australiana)
- LLC (versione australiana del LCM-1E)
- LCM-1E (versione spagnola)
- CTM (versione francese)
- Classe Ondatra (versione russa)
- Classe Serna (versione russa)